# Liste der Kulturgüter in Lotzwil
Die Liste der Kulturgüter in Lotzwil enthält alle Objekte in der Gemeinde Lotzwil im Kanton Bern, die gemäss der Haager Konvention zum Schutz von Kulturgut bei bewaffneten Konflikten, dem Bundesgesetz vom 20. Juni 2014 über den Schutz der Kulturgüter bei bewaffneten Konflikten sowie der Verordnung vom 29. Oktober 2014 über den Schutz der Kulturgüter bei bewaffneten Konflikten unter Schutz stehen.
Objekte der Kategorie A sind vollständig in der Liste enthalten, Objekte der Kategorie B sind im Gemeindegebiet nicht ausgewiesen, Objekte der Kategorie C fehlen zurzeit (Stand: 15. März 2024). Unter übrige Baudenkmäler sind geschützte Objekte zu finden, die im Bauinventar des Kantons Bern als «schützenswert» verzeichnet sind.

## Kulturgüter
| Foto |                                                                 | Objekt                               | Kat. | Typ | Standort                         | Beschreibung |
| ---- | --------------------------------------------------------------- | ------------------------------------ | ---- | --- | -------------------------------- | --- |
| ja   | Datei hochladen · Wikidata zu Pfarrhaus (Q19362651)             | Pfarrhaus KGS-Nr.: 01041             | A    | G   | Kirchgasse 3 626587 / 226709     | Das in den Jahren 1776 bis 1779 durch Carl Ahasver von Sinner erbaute Pfarrhaus entstand über dem Keller des Vorgängerbaus von 1613/14. Herrschaftlicher, frühklassizistischer Putzbau unter geknicktem Vollwalmdach, dessen kubisch wirkender Baukörper mit Ecklisenen und Sandstein-Einfassungen gegliedert ist. Die Nordfassade besitzt einen inkorporierten Säulenportikus mit verglaster Laube.                                        |
| ja   | Datei hochladen · Wikidata zu Bauernhaus Ingold-Hof (Q19362650) | Bauernhaus Ingold-Hof KGS-Nr.: 09205 | A    | G   | Huttwilstrasse 5 626739 / 226627 | Dieses 1817 erbaute Bauernhaus ist ein prächtiger Fachwerkbau unter Mansarddach. Er besitzt ostseitig eine symmetrische, fünfachsige Front unter gedrückter Ründe. An der ebenfalls fünfachsige Traufseite befindet sich der über drei Stufen erreichbare Eingang. Nordseitig teils geschlossene Laubenachse und Aborttürmchen. Vor der Ostfassade erstrecken sich eine Terrasse aus Sandsteinplatten und Garten mit angrenzender Hofstatt. |

## Übrige Baudenkmäler
Hinweis: Anstelle der KGS-Nummer wird als Objekt-Identifikator (ID) die Grundstücksnummer verwendet.
| ID   | Foto |                                                                       | Objekt                               | Typ | Standort                             | Beschreibung |
| ---- | ---- | --------------------------------------------------------------------- | ------------------------------------ | --- | ------------------------------------ | ------------ |
| 4    | ja   | Datei hochladen · Wikidata zu Ehemaliges Ofenhaus (1746) (Q124858092) | Ehemaliges Ofenhaus (1746)           | G   | Kirchgasse 5a 626574 / 226690        |              |
| 56   | ja   | Datei hochladen · Wikidata zu Reformierte Kirche (Q55415393)          | Reformierte Kirche (1682/83)         | G   | Kirchgasse 1 626623 / 226706         |              |
| 130  | ja   | Datei hochladen                                                       | Bauernhaus (1812/13)                 | G   | Huttwilstrasse 46 626746 / 226448    |              |
| 302  | ja   | Datei hochladen                                                       | Stöckli (1749)                       | G   | Huttwilstrasse 3 626710 / 226621     |              |
| 338  | BW   | Datei hochladen                                                       | Bauernhaus (1786)                    | G   | Rain 1 627068 / 226308               |              |
| 348  | ja   | Datei hochladen                                                       | Ehemaliges Hotel Bahnhof (1897)      | G   | Bahnhofstrasse 10 626563 / 226575    |              |
| 420  | ja   | Datei hochladen                                                       | Bleichestock (1802)                  | G   | Beundenrain 3 626770 / 226869        |              |
| 448  | ja   | Datei hochladen                                                       | Wohnstock (um 1800)                  | G   | Brunnenweg 9 626576 / 226975         |              |
| 524  | ja   | Datei hochladen                                                       | Speicher (1728)                      | G   | Allmenweg 33b 626899 / 227297        |              |
| 715  | BW   | Datei hochladen                                                       | Ehemaliges Bauernhaus (Ende 18. Jh.) | G   | Langenthalstrasse 51 626588 / 227159 |              |
| 917  | BW   | Datei hochladen                                                       | Gasthof Chupferpfänni (um 1897)      | G   | Bahnhofstrasse 13 626565 / 226522    |              |
| 1163 | ja   | Datei hochladen                                                       | Villa (1901)                         | G   | Bleienbachstrasse 1 626483 / 226482  |              |